# Anolis frenatus
Espèce
Synonymes
- Dactyloa frenatus (Cope, 1899)
- Dactyloa frenata (Cope, 1899)

Anolis frenatus est une espèce de sauriens de la famille des Dactyloidae.

## Répartition
Cette espèce se rencontre en Costa Rica, au Panamá et en Colombie.

## Publication originale
- Cope, 1899 : Contributions to the herpetology of New Grenada and Argentina, with descriptions of new forms. The Philadelphia Museums Scientific Bulletin, no 1, p. 1-19 (texte intégral).